# Kamenný Malíkov
Kamenný Malíkov (en allemand : Stein-Moliken) est une commune du district de Jindřichův Hradec, dans la région de Bohême-du-Sud, en République tchèque. Sa population s'élevait à 70 habitants en 2020.

## Géographie
Kamenný Malíkov se trouve à 12 km au nord-nord-ouest de Jindřichův Hradec, à 54 km au nord-est de České Budějovice et à 109 km au sud-est de Prague.
La commune est limitée par Jarošov nad Nežárkou à l'ouest et au nord, par Bednáreček à l'est et au sud-est, et par Bednárec au sud.

## Histoire
La première mention écrite du village date de 1654.

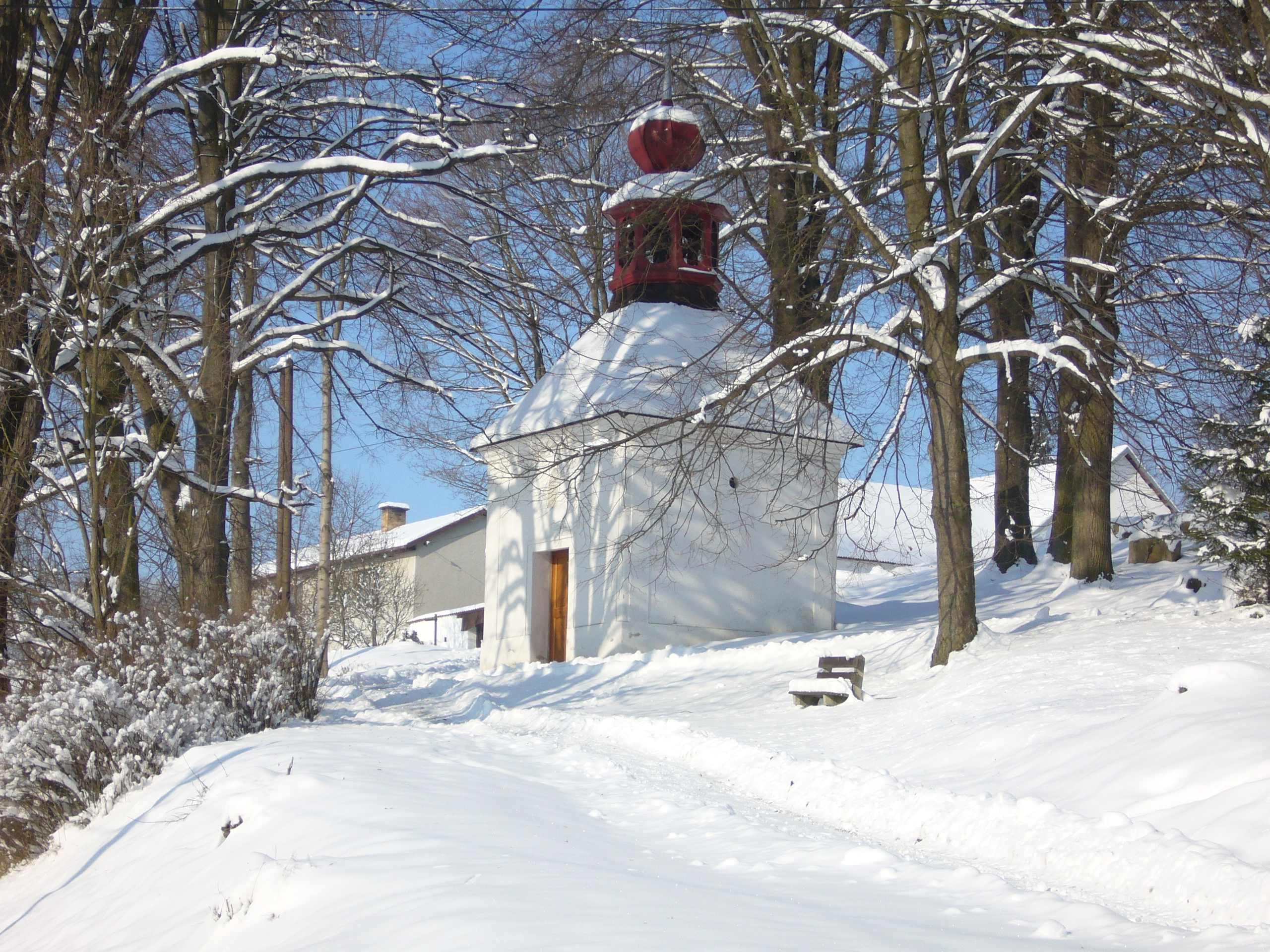
Chapelle Sainte-Anne.